# Samuele Aba d'Ungheria
Samuele Aba, in ungherese Aba Sámuel (990 circa – 5 luglio 1044), fu re d'Ungheria dal 1041 al 1044.
Nato da una famiglia aristocratica che possedeva ampi domini nella regione delle colline di Mátra, sulla base dei resoconti storici forniti dalle Gesta Hungarorum e dalla Chronica Hungarorum che testimoniano l'origine non ungherese della dinastia degli Aba, gli storici moderni ritengono che Samuele discendesse da una delle tribù che capeggiavano i Cabari. Questi ultimi erano uno dei gruppi etnici che componevano il variegato khaganato cazaro esistito in epoca alto-medievale, ma si erano separati dallo Stato centrale unendosi ai magiari nel IX secolo.
Intorno al 1009, Samuele o suo padre sposarono una sorella di Stefano I, il primo re d'Ungheria. In seguito, la famiglia degli Aba, che era di fede ebraica o, come le altre comunità magiare, legata a tradizioni pagane, si convertì al cristianesimo. Re Stefano conferì a Samuele vari incarichi, non ultimo il ruolo di autorità centrale della corte reale in veste di palatino. Tuttavia, quando il sovrano morì nel 1038, il nuovo monarca, Pietro Orseolo, destituì Samuele dal suo incarico.
La nobiltà ungherese detronizzò Pietro nel 1041 ed elesse come re Samuele. Secondo la narrazione unanime delle cronache ungheresi, Samuele preferiva assecondare i bisogni cittadini comuni piuttosto che quelli degli aristocratici, evento che suscitò malcontento tra i suoi principali sostenitori. Per via delle sue politiche, si attirò col tempo diversi oppositori, incluso l'influente vescovo Gerardo di Csanád. Nel 1044, Pietro Orseolo tornò al potere grazie all'assistenza del monarca tedesco, Enrico III, che sconfisse l'esercito numericamente superiore di Samuele durante la battaglia di Ménfő, avvenuta vicino a Győr. Samuele riuscì a fuggire dal campo di battaglia, ma fu presto catturato e poi ucciso.

## Biografia

### Origini e primi anni di vita
Secondo l'anonimo autore delle Gesta Hungarorum, la famiglia di Samuele discendeva da due capi «Cumani», tali Ed e Edemen, i quali avevano ricevuto a titolo di ricompensa per i propri servigi militari «una vasta terra nella foresta di Mátra», da Árpád, gran principe degli Ungari, intorno al 900. Contrariamente a questa versione, la Chronica Picta e altre cronache ungheresi del XIV secolo considerano Ed e Edemen figli di una signora della Corasmia e di Csaba, a sua volta figlio di Attila. Poiché tutte le cronache ungheresi rimarcano l'origine orientale di Ed e Edemen, Gyula Kristó, László Szegfű e altri storici tendono a ritenere che i discendenti del clan degli Aba provenissero da coloro che erano al governo dei Cabari, un gruppo etnico legati ai Cazari che si slegò da loro e si unì agli ungheresi nella metà del IX secolo, ovvero prima della conquista ungherese del bacino dei Carpazi avvenuta intorno all'895. Kristó sostiene che sia l'origine cazara di Samuele sia il suo nome lasciano intuire che egli nacque da un famiglia che aderiva all'ebraismo.
Nonostante l'incertezza sulle origini del clan, Samuele discendeva senza dubbio da una famiglia illustre, poiché una sorella dal nome ignoto di Stefano I, che nel 1000 o 1001 era stato incoronato primo re d'Ungheria, fu concessa in sposa a un membro degli Aba intorno al 1009. Tuttavia, vi sono ancora delle discussioni in ambito accademico sul fatto che Samuele stesso o suo padre abbiano effettivamente sposato una principessa di tale levatura sociale. Se Samuele fosse stato realmente suo marito, egli doveva essere nato prima del 990 ed essersi convertito al cristianesimo abbandonando l'ebraismo o il paganesimo al momento delle nozze. L'abbraccio di una nuova fede risulta ulteriormente probabile se si pensa alla fondazione di un'abbazia voluta da parte di Samuele ad Abasár, evento attestato dalle cronache ungheresi. Secondo Gyula Kristó e altri storici, la conversione di Samuele coincise con la creazione dell'Arcidiocesi di Eger, il cui territorio si estendeva in ogni dominio del nobile.

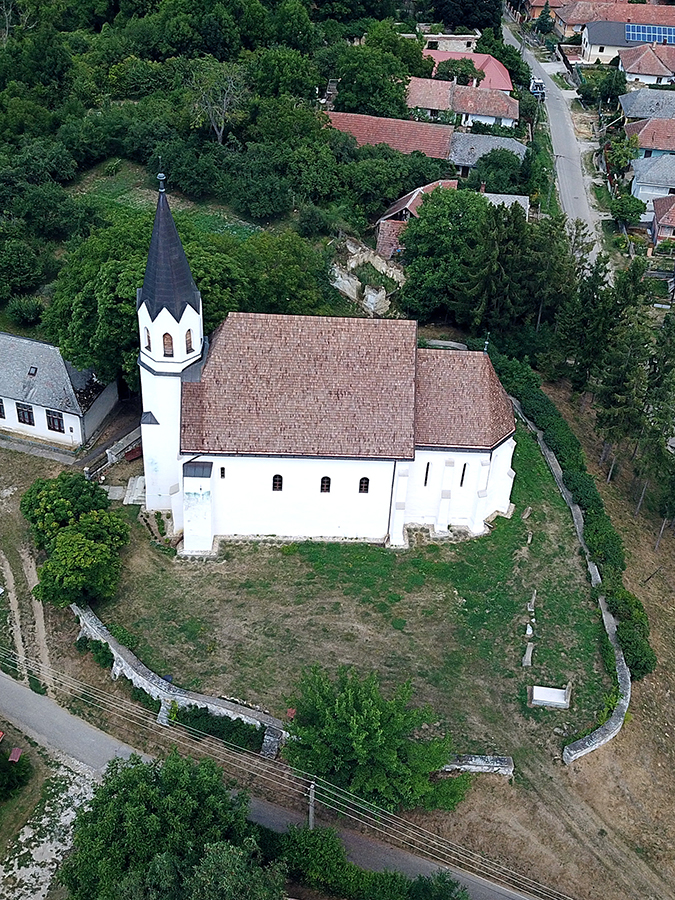
La chiesa di Abaújvár nel 2019

Samuele ricoprì importanti ruoli di spicco durante il regno di Stefano. Pál Engel ritiene che Abaújvár ("Il nuovo castello di Aba") fosse stato intitolato a lui, circostanza la quale implica che fu anche il primo ispán, ovvero reggente, di quella fortezza e della regione circostante. Samuele fu poi nominato membro del consiglio reale e divenne il primo palatino d'Ungheria. Nel 1031, dopo la morte del principe ereditario Emerico, Samuele non fu preso in considerazione per la successione al trono, poiché la sua conversione al cristianesimo non fu considerata del tutto sincera e, soprattutto, non apparteneva alla famiglia reale. Quando Stefano si spense il 15 agosto 1038, non essendovi eredi diretti assecondando le sue volontà fu suo nipote Pietro Orseolo, legato alla famiglia dei dogi di Venezia, a salire al trono. Poiché il nuovo monarca preferì circondarsi dei suoi cortigiani di provenienza tedesca e italiana, dando adito a una politica filoimperiale e relegando a una posizione marginale i membri della nobiltà magiara, incluso Samuele, ben presto insorsero dei dissapori interni. Nel 1041, la scontenta aristocrazia del regno ungherese realizzò un colpo di Stato e sottrasse a Pietro il trono, installando al suo posto Samuele.

### Re d'Ungheria
Samuele abolì ogni legge introdotta da Pietro Orseolo e fece uccidere o torturare molti dei sostenitori del suo predecessore. In maniera assolutamente e critica, il contemporaneo Ermanno il Contratto lo definì «il tiranno d'Ungheria» nel suo Chronicon.  Le cronache ungheresi criticarono aspramente Samuele per aver concentrato le sue attenzioni sui bisogni dei ceti più umili anziché concentrarsi sulle esigenze della nobiltà. Tra le decisioni più discusse all'epoca compiute da Samuele rientrò l'abolizione di alcune imposte prima dovute dagli strati meno abbienti della società, una scelta questa finalizzata ad alleviare il peso delle tasse che gravavano su quelle famiglie. La Chronica Picta traccia il seguente profilo del sovrano:
(Chronica Picta)
Dopo essere stato costretto ad abbandonare il trono, Pietro Orseolo aveva trovato rifugio in Germania. Volendo sbarazzarsi definitivamente dalla minaccia costituita dal veneziano, il quale chiedeva aiuti esterni per ritornare in Ungheria, Samuele prese d'assalto l'Austria nel 1042, scatenando però una rappresaglia compiuta per vendetta dal monarca tedesco, Enrico III, nel 1043. Questa campagna militare costrinse Samuele a rinunciare a tutti i territori ungheresi situati a ovest dei fiumi Leita e Morava; inoltre, il regno dovette accettare il pagamento di un tributo da versare all'erario di Enrico III. Costretto a trovare delle risorse economiche per provvedere al saldo di quanto dovuto, il finanziamento del debito avvenne attraverso l'imposizione di nuove tasse a danno dei prelati cristiani e a seguito dell'incameramento di diversi beni della Chiesa. Una simile scelta generò ulteriore malcontento, questa volta anche tra i membri più fidati del consiglio di Samuele. Sospettoso nei confronti di alcuni partecipanti del massimo organo consultivo, Samuele ordinò che alcuni di essi venissero giustiziati durante la Quaresima. A titolo di punizione nei confronti del re, oltre che probabilmente anche come monito, l'influente vescovo Gerardo di Csanád (l'odierna Cenad, in Romania) rifiutò di celebrare la tradizionale cerimonia annuale di incoronazione del monarca nella giornata di Pasqua.

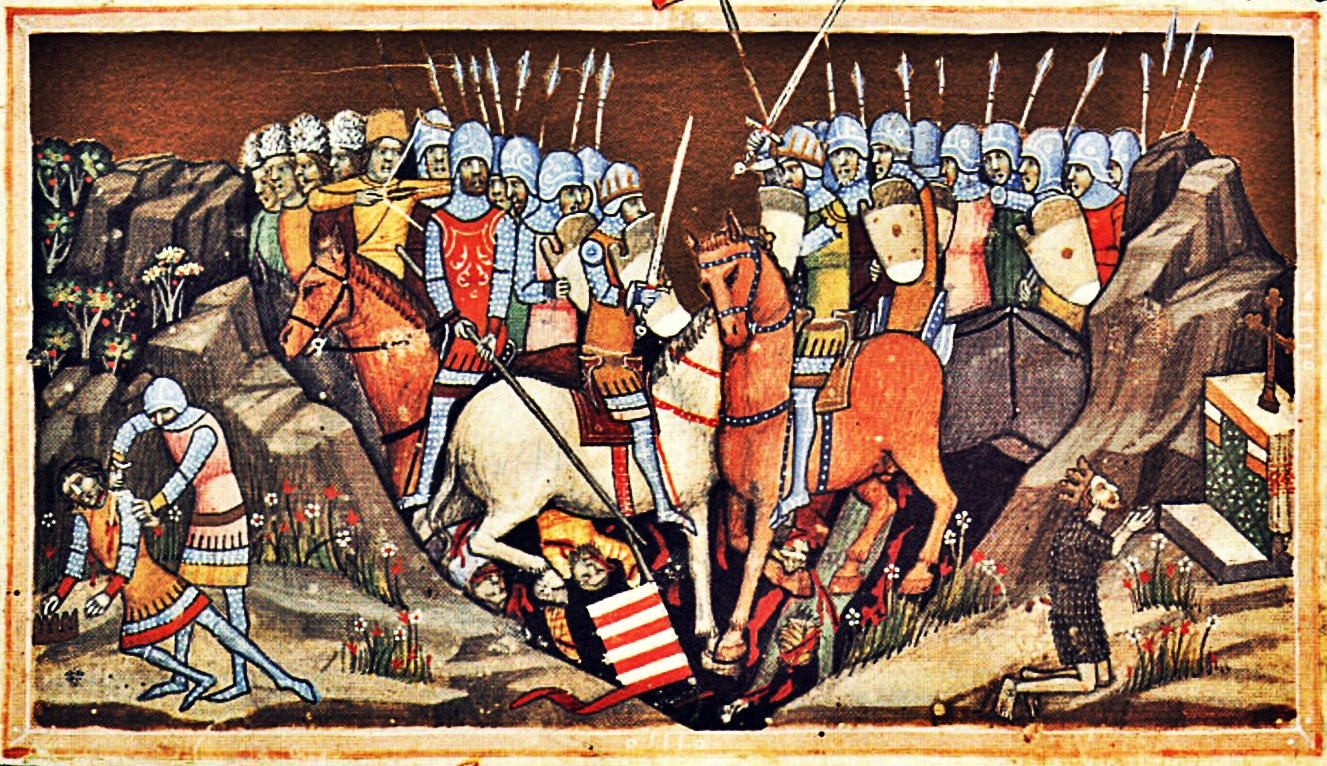
La sconfitta riportata da Samuele contro Enrico III il Nero nella battaglia di Ménfő nel 1044. Miniatura tratta dalla Chronica Picta

Nel frattempo, convinto ad agire dal veneziano in cambio della promessa di fedeltà, re Enrico III invase nuovamente l'Ungheria nel 1044 per ripristinare sul trono Pietro Orseolo. La battaglia decisiva tra gli schieramenti impegnati nella lotta fu combattuta a Ménfő, vicino a Győr, dove l'esercito di Samuele subì una cocente sconfitta. Il destino di Samuele dopo lo scontro risulta ancora oggi ritenuto incerto. Secondo delle fonti tedesche quasi coeve, egli fu catturato dopo poco tempo e giustiziato su ordine di Pietro Orseolo. Al contrario, le cronache ungheresi del XIV secolo narrano che si diede alla fuga dirigendosi verso il fiume Tibisco; tuttavia, una volta attraversato il corso d'acqua, fu catturato e assassinato dalla gente del posto. Inoltre, questo secondo filone di fonti afferma che Samuele venne sepolto dapprima in una chiesa vicina, mentre poi in seguito trasferito nel monastero di famiglia ad Abasár.
(Ermanno il Contratto, Chronicon)

## Famiglia
La sorte della vedova e dei figli di Samuele resta avvolta nel mistero. Nonostante ciò, gli storici, tra cui Gyula Kristó e László Szegfű, suppongono che la potente famiglia degli Aba, ancora attiva nel 1300, discendesse da lui.

### Fonti primarie
- Anonimo notaio di re Béla, Gesta Hungarorum, traduzione di Martyn Rady e László Veszprémy, CEU Press, 2010, ISBN 978-963-9776-95-1.
- (EN) Ermanno il Contratto, Chronicon, in Eleventh-century Germany: The Swabian Chronicles, traduzione di I. S. Robinson, Manchester University Press, 2008, ISBN 978-0-7190-7734-0.
- Dezső Dercsényi, Leslie S. Domonkos (a cura di), Chronica Picta, Corvina, Taplinger Publishing, 1970, ISBN 0-8008-4015-1.

### Fonti secondarie
- (EN) Július Bartl, Dušan Škvarna, Viliam Čičaj e Mária Kohútova, Slovak History: Chronology & Lexicon, Wauconda, Bolchazy-Carducci Publishers, 2002, ISBN 978-08-65-16444-4.
- (EN) Pál Engel, The Realm of St Stephen: A History of Medieval Hungary, 895-1526, I.B. Tauris Publishers, 2001, ISBN 1-86064-061-3.
- (EN) László Kontler, Millennium in Central Europe: A History of Hungary, Atlantisz Publishing House, 1999, ISBN 963-9165-37-9.
- (HU) Gyula Kristó e Ferenc Makk, Az Árpád-ház uralkodói [Sovrani della casata degli Arpadi], I.P.C. Könyvek, 1996, ISBN 963-7930-97-3.
- (HU) Gyula Kristó, Háborúk és hadviselés az Árpád-korban [Guerre e stili di combattimento sotto gli Arpadi], Szukits Könyvkiadó, ISBN 963-9441-87-2.
- (HU) Ferenc Makk, Magyar külpolitika (896-1196) [La politica estera ungherese (896-1196)], Szegedi Középkorász Műhely, 1993, ISBN 978-963-04-2913-9.
- (EN) Miklós Molnár, A Concise History of Hungary, Cambridge University Press, 2001, ISBN 978-0-521-66736-4.
- (HU) László Szegfű, Samuel, in Korai magyar történeti lexikon (9-14. század) [Enciclopedia dell'Antica Storia Ungherese (IX-XIX secolo)], Akadémiai Kiadó, 1994,  pp. 592-593, ISBN 978-963-05-6722-0.